# Sambucus adnata
Sambucus adnata är en desmeknoppsväxtart som beskrevs av Nathaniel Wallich. Sambucus adnata ingår i släktet flädrar, och familjen desmeknoppsväxter. Inga underarter finns listade i Catalogue of Life.